# Août 1989

## Événements
- Colombie : plus de cinq mille juges du pays font grève fin août pour dénoncer et protester contre l'insécurité et aux menaces auxquelles ils sont soumis. Depuis le début de l'année, près de 200 d'entre eux ont été assassinés par les narco-trafiquants afin de les soumettre à leur volonté, « plata o plomo » (de l'argent ou du plomb).

### Mardi1eraoût 1989
- France : vingt mille hectares de forêts sont incendiés dans le Var, les Bouches-du-Rhône et la Haute-Corse durant le mois de juillet.
- Pologne : libéralisation partielle des prix du secteur agro-alimentaire. Début des grèves de protestation.

### Mercredi2 août 1989
- États-Unis : le budget de la Défense, présenté par le président George H. W. Bush, est adopté par le Sénat par 95 voix contre 4.

### Jeudi3 août 1989
- France : trois cent trente cinq réfugiés kurdes irakiens arrivent de Turquie et sont pris en charge à la demande de la fondation France Libertés de Danielle Mitterrand. Depuis Bourg-Lastic, ils seront installés dans des villages désertés d'Auvergne. Cette opération fait suite à la visite de l’épouse du président de la République en mai dans les territoires kurdes de la Turquie.Auvergne
- Proche-Orient : une quinzaine de bâtiments de guerre américains appareillent de Marseille, d’Alexandrie et de Singapour en direction du Liban et du golfe Persique.

### Vendredi4 août 1989
- France :  Brahim Abdou, imam et président de l’association culturelle islamique de Cavaillon dans le Vaucluse, menace le maire RPR, d’appeler ses deux mille fidèles à entamer une grève des impôts locaux, pour obtenir de lui la construction immédiate d’une mosquée.

### Samedi5 août 1989
- Bolivie : le Parlement élit Jaime Paz Zamora, comme président de la République. Il était arrivé troisième lors de l’élection présidentielle le 7 mai dernier, mais cette élection résulte d'un accord politique avec l'Action démocratique nationaliste du général Hugo Banzer.
- France :
  - Corse : à Corte, réunion des Journées internationales de la décolonisation jusqu'au 6 août. Le FLNC menace de reprendre les attentats.
  - Aude : de violents orages (24 centimètres d’eau en 24 heures, majoritairement tombés en trois heures) provoquent d’importantes inondations à Narbonne[1].

### Dimanche6 août 1989
- Cuba :  « suicide » du colonel Rafael Alvarez Cueto, un officier supérieur du ministère de l’Intérieur.
- France : mort d’Hubert Beuve-Méry à l’âge de 87 ans, il fut le fondateur de journal Le Monde.

### Lundi7 août 1989
- Nicaragua : cinq chefs d’État d’Amérique centrale, signent, à Tela au Honduras, un plan de démantèlement de la Contra antisandiniste. Le démantèlement des unités, installés dans des camps au Honduras, devrait être achevé pour le 8 décembre prochain.
- Nouvelle-Zélande : le premier ministre travailliste, David Lange démissionne.

### Mardi8 août 1989
- Allemagne : la RFA ferme sa représentation permanente à Berlin-Est occupée par 130 Allemands de l’Est désireux de passer à l’Ouest.
- États-Unis : lancement depuis la base Cap Kennedy de la navette spatiale Columbia occupée par cinq astronautes, avec comme mission la mise sur orbite d’un satellite de surveillance.
- Japon : le Parti libéral démocrate élit son nouveau président, Toshiki Kaifu, ancien ministre de l’Éducation nationale.
- Nouvelle-Zélande : nouveau premier ministre travailliste, Geoffrey Palmer en remplacement de David Lange démissionnaire.
- Pologne : accord entre l’opposition et le gouvernement concernant la hausse des salaires.

### Mercredi9 août 1989
- Bulgarie : le secrétaire général de l’OTAN publie une déclaration sur la situation de la minorité de souche turque en Bulgarie et appelle le gouvernement bulgare à respecter les minorités.
- États-Unis : nomination du général Colin Powell au poste de chef d’État-major général des armées. Il s’agit d’un métis-noir, d’origine jamaïcaine, ancien conseiller du président Ronald Reagan pour les affaires de Sécurité nationale. Âgé de 52 ans, c’est le plus jeune général nommé à ce poste prestigieux occupé pendant la Seconde Guerre mondiale par le général Marshall.
- Guyane française : départ de la base de Kourou de la 33e fusée Ariane avec 2 missions : La mise sur orbite réussit de TVSAT-2, satellite de télévision ouest-allemand et le lancement pour la mise sur orbite du premier satellite européen d’astronomie « Hipparcos » qui est un échec à cause de la panne du moteur.
- Japon : Toshiki Kaifu, nouveau président du Parti libéral démocrate, est élu premier ministre par la Diète. Il fut ministre de l’Éducation nationale.
- Liban : attentat à la voiture piégée contre un convoi israélien, près de Qlayaa, revendiqué par le Hezbollah en représailles à la capture, le 28 juillet par un commando israélien, du cheikh Obeid.

### Jeudi10 août 1989
- France : le Conseil supérieur de l'audiovisuel nomme Philippe Guilhaume, président de la société commune Antenne 2 - FR3. il était auparavant PDG de la SFP.
- Pologne : 
  - Dans le cadre de l’accord de Genève, le cardinal-archevêque de Cracovie, Mgr Franciszek Macharski dénonce la « violente campagne d’insinuations » et les « agressions offensantes ». Il annonce la suspension du projet d’édification du centre d’études judéo-chrétien, qui devait accompagner le déménagement des religieuses d’Auschwitz pour un nouveau carmel, selon l’accord de 1987. Voir l’affaire du carmel d'Auschwitz.
  - Le père Stanislaw Musial, chargé des relations avec le judaïsme, annonce que le nouveau carmel qui devait accueillir les religieuses du carmel d'Auschwitz, situé en bordure de l’ancien camp de concentration, ne serait achevé que dans huit ans.
  - Soutenu par le cardinal Decoutray, primat des Gaules, et par l’ensemble des organisations juives, le président du Congrès juif européen, Théo Klein en appelle au pape.
- Union soviétique : le gouvernement soviétique annonce que les agriculteurs auront désormais la possibilité d’être payés partiellement en devises étrangères.

### Vendredi11 août 1989
- L'Organisation mondiale de la santé, s'inquiète d'une reprise formelle et régulière du paludisme qui menacerait près d'un tiers de la population mondiale.

### Samedi12 août 1989
- Ulster : parade orangiste à Londonderry pour marquer le tricentenaire de la victoire de Guillaume de Nassau sur Jacques II Stuart que soutenaient les Irlandais, et parade des catholiques pour marquer le vingtième anniversaire de l’entrée des troupes britanniques en Ulster.

### Dimanche13 août 1989
- Allemagne de l'Ouest : 
  - 28e anniversaire de la construction du mur de Berlin,
  - Le chancelier Helmut Kohl déclare : « Les images reçues de Pologne, de Hongrie et d’Union soviétique ont un effet sur la RDA, et les gens réclament plus de perestroïka, plus de transparence, et plus de possibilités de vivre humainement. »
- Hongrie : la RFA ferme son ambassade à Budapest submergée près de deux cents réfugiés Allemands de l’Est (jeunes pour la plupart) désireux de passer à l’Ouest. Situation identique à Vienne, Berlin-Est, Prague et Varsovie, toutes submergées par des réfugiés.
- Liban : les milices druzes de Walid Joumblatt alliées aux forces palestiniennes pro-syriennes du colonel Abou Moussa attaquent le verrou chrétien de Souk El Gharb dans les monts du Liban.
- Ulster : à Belfast, nouvelle parade orangiste et aussi nouvelle parade des catholiques.
- Union soviétique : le gouvernement soviétique reconnait officiellement l’existence d’un protocole secret, annexe du Pacte germano-soviétique du 23 août 1939, prévoyant le partage du nord-est de l’Europe entre Adolf Hitler et Staline. Le texte est publié dans l’hebdomadaire Argumenty i Fakty.
- Formule 1 : Grand Prix automobile de Hongrie.

### Lundi14 août 1989
- Afrique du Sud : le président Pieter Botha, très affaibli par la maladie, démissionne, ce qui met un terme à plusieurs mois de crise ouverte. L’intérim est assuré par son adversaire, le chef du Parti national Frederik de Klerk soutenu par le gouvernement et son parti.
- Liban : la France fait appareiller la frégate « Duquesne » pour le Liban, elle sera suivie le 17 août par le porte-avions Foch.
- Ulster : à Londonderry, nouvelle parade des catholiques pour marquer le vingtième anniversaire de l’entrée des troupes britanniques en Ulster.
- Union soviétique : le gouvernement soviétique rend aux juifs russes la liberté d’émigrer vers Israël. Les départs pourraient atteindre vingt mille personnes par mois et ne dépendent que des capacités d’accueil, mais les dirigeants israéliens assurent que le pays n’aura aucune difficulté à financer l’insertion des juifs russes dans une économie qui manque de main d'œuvre et qui attire en masse les capitaux de la diaspora attirés par le développement des industries de pointe construites sur le « gisement de matière grise le plus concentré du monde ».

### Mardi15 août 1989
- France : à Lourdes, rassemblement international de l'Assomption, présidé par la cardinal-archevêque de Paris, Jean-Marie Lustiger. Plusieurs milliers de jeunes pèlerins en provenance du monde entier et de Saint-Jacques-de-Compostelle y assistent.
- Liban : 
  - Le pape Jean-Paul II dénonce « le génocide » perpétré par les Syriens contre les chrétiens du Liban et annonce son intention de se rendre à Beyrouth.
  - L’ONU lance un nouvel appel à un cessez-le-feu.
  - Après deux jours de combats acharnés, l’offensive générale des forces pro-syriennes sur 135 kilomètres de front se brise sur la résistance de l’Armée libanaise du général Michel Aoun.

### Mercredi16 août 1989
- Colombie : un juge de la Cour suprême et un commandant de police sont abattus par les narco-trafiquants.
- France : 
  - Le président François Mitterrand choisit l’architecte français Dominique Perrault pour réaliser le projet de Très grande bibliothèque dont la direction est confiée au journaliste Dominique Jamet.
  - Le président François Mitterrand s’entretient au palais de l'Élysée, sur le malaise de la gendarmerie, avec le ministre de la Défense, Jean-Pierre Chevènement, le ministre de l’Intérieur, Pierre Joxe et le chef d’état-major des Armées, le général Schmitt.
  - L’ancien ministre de la Défense Charles Hernu, déclare dans le journal Le Quotidien de Paris, au sujet du malaise dans la gendarmerie : «  Les gendarmes se sentent de moins en moins reconnus dans leur dignité. Après les évènements de Nouvelle-Calédonie, l’opinion ne s’est pas assez rendu compte que les gendarmes avaient laissé leurs vies là-bas. La Nation, dans son ensemble, ne s’est pas montrée suffisamment reconnaissante... Voilà le fond des choses. C’est à partir de là qu’il faut maintenant trouver des solutions... ».
- Iran : l’hodjatolestan Mehdi Karoulei est élu à la présidence du Majles (parlement iranien).

### Jeudi17 août 1989
- France : 
  - Le premier ministre Michel Rocard part pour un voyage officiel de 10 jours dans le Pacifique-Sud, au cours duquel il devrait visiter l’Australie, la Nouvelle-Calédonie, les îles Fidji, Wallis-et-Futuna et la Polynésie française.
  - À la demande du garde des sceaux Pierre Arpaillange, des poursuites sont engagées contre Jean-Marie Le Pen pour « diffamation raciale », à la suite d’une interview dans le quotidien « Présent » sur le rôle de certains « lobbies » dans « la création de l’esprit antinational ».
  - Dans l'affaire de la Sormae, Michel Pezet, député socialiste des Bouches-du-Rhône, est inculpé.
  - Le Conseil des Bourses des valeurs déclare recevable l'OPA inamicale du groupe Suez sur la Compagnie industrielle, actionnaire principal du groupe d’assurances Victoire
- Irak : une très violente explosion, dans le sud de Bagdad, révèle l'existence d'une usine secrète d'armements. Des témoignages font état de plusieurs centaines de morts.
- Iran : le nouveau président de la République d’Iran, Hachemi Rafsandjani, élu le 28 juillet dernier, prête serment. Sa priorité : le redressement économique du pays ruiné par huit ans de guerre contre l’Irak.
- Liban : 
  - La France fait appareiller le porte-avions Foch pour le Liban, pour « une assistance qui pourrait se révéler nécessaire ». Six autres bâtiments vont suivre dont deux frégates lance-missiles et un transport de chalands de débarquement.
  - Le ministre français, délégué à la francophonie, Alain Decaux arrive pour une mission de 2 jours à Beyrouth.

### Vendredi18 août 1989
- Colombie : le sénateur Luis Carlos Galán, favori de l'élection présidentielle de 1990, est abattu d'une rafale de fusil mitrailleur sur ordre des parrains du cartel de Medellín. Le président Virgilio Barco déclare la « guerre totale » contre les narco-trafiquants du cartel de Medellín. Le gouvernement ordonne la saisit de nombreuses propriétés appartenant aux caïds du cartel de Medellin et la fermeture des frontières pour empêcher leur fuite. Ceux-ci riposteront, dans les semaines suivantes, par une multiplication des attentats. Ils feront dynamiter le siège des partis libéral et conservateur et multiplieront les menaces de mort

### Samedi19 août 1989
- Afghanistan : le gouvernement annonce la mort d’un Français et l’arrestation d’un kinésithérapeute français de 35 ans, Henri Xavier Lemire.
- Autriche - Hongrie : à l'occasion du piquenique paneuropéen organisé conjointement par l'opposition hongroise et par le Mouvement paneuropéen du prince Otto von Habsburg, près de la ville hongroise de Sopron, cinq cents Allemands de l'Est forcent la frontière avec l'Autriche pour s'enfuir.
- Espagne : grand rassemblement de 350 000 pèlerins, à Saint-Jacques-de-Compostelle, autour du pape Jean-Paul II, et en présence de quelque 150 cardinaux et évêques, dont les cardinaux français Lustiger et Decourtray.
- France : dans le cadre du « malaise de la gendarmerie », le ministre de la Défense, Jean-Pierre Chevènement effectue deux visites surprises dans des gendarmeries de l’Oise à Estrées-Saint-Denis et à Pont-Sainte-Maxence.
- Hongrie : à l’occasion d’un vaste pique-nique, organisé près de Sopron par l’opposition hongroise et le Mouvement paneuropéen du prince Otto de Habsbourg, plus de cinq cents Allemands de l’Est, en jogging, forcent la frontière austro-hongroise. Les Hongrois, quant à eux, ne quittent pas leur pays, ils partent à l’ouest faire des achats, mais reviennent chez eux, car ils ont maintenant l’espoir d’une démocratisation politique de leur pays, et d’une libéralisation économique, et profitent d’une identité nationale forte qui les a sauvés de la dictature idéologique communiste.
- Iran : l’ancien ministre de l’Intérieur, Ali Akbar Mohtachemi est évincé du pouvoir car partisan d’une nouvelle révolution islamiste trop radicale.
- Liban : 
  - Le général chrétien Michel Aoun réclame à la France une intervention militaire : « Nous venons de perdre beaucoup d’hommes et de matériels ».
  - Le gouvernement français confirme l’envoi d’une force navale, une « force humanitaire et de sauvegarde » selon le président François Mitterrand. Cette annonce déchaîne les menaces du président syrien Hafez el-Assad.
- Pologne : nomination du nouveau Premier ministre, Tadeusz Mazowiecki, membre de la direction de Solidarność et conseiller de Lech Wałęsa. C’est le premier chef de gouvernement non communiste depuis 42 ans (1947). Ses buts principaux sont une ouverture immédiate vers l’Ouest et l’introduction du capitalisme pour les petites et moyennes entreprises.
- Union européenne : des soldats anglais et néerlandais réalisent l'abordage du bateau de Radio Caroline, voir ici.

### Dimanche20 août 1989
- Bulgarie : l’émigration de masse des bulgares turcophones vers la Turquie depuis l’ouverture des frontières entre les deux pays, le 1er juin dernier, commence à engendrer des effets pervers sur l’économie du pays. Beaucoup de ces émigrés sont des ouvriers qualifiés et des techniciens qui pensent avoir tout à gagner à quitter la Bulgarie et espèrent une vie matérielle meilleure. Mais ces départs provoquent la désorganisation de l’économie bulgare, et la mobilisation civile des retraités et des inactifs est décrétée pour combler les postes vacants.
- Colombie : bilan d'un week-end d'opérations contre les narco-trafiquants du cartel de Medellín : 678 armes à feu, 1161 véhicules, 62 avions, 18 hélicoptères, 30 yachts, 13 motos, 142 villas, 120 kilos de cocaïne (l'équivalent d'une année de consommation de drogue des États-Unis), 4 tonnes de pâte de coca, et 11 000 suspects. Cependant les 80 plus importants chefs ont réussi à prendre la fuite.
- Hongrie : une vaste de procession en l’honneur de saint Étienne rassemble plusieurs dizaines de milliers de personnes à Budapest. Il s’agit de la première grande procession religieuse depuis plus de quarante années.
- Turquie : à la suite de l’ouverture de frontières de la Bulgarie, depuis le 1er juin dernier, l’exode de réfugiés est si massif, que la Turquie a dû fermer ses frontières, même si elle s’est dite prête à accepter la totalité des réfugiés. Beaucoup des réfugiés arrivés jusqu’à ce jour sont des ouvriers qualifiés et des techniciens. Un accord avec la Bulgarie est recherché pour mettre en place un système de visa afin de maîtriser le flux des arrivants.

### Lundi21 août 1989
- Allemagne : le chancelier Helmut Kohl limoge le secrétaire général de la CDU, Heiner Geissler et le remplace par Volker Rühe.
- France : 
  - Dans le cadre du « malaise de la gendarmerie », le ministre de la Défense, Jean-Pierre Chevènement rencontre les gendarmes de la région Champagne-Ardenne.
- Pologne : 
  - À la suite d'un long entretien téléphonique entre Gorbatchev et Rakowski, le chef du parti communiste polonais, le POUP a pris un certain nombre de décisions historiques :
    - condamnation à l’unanimité par la Diète polonaise du Pacte germano-soviétique ;
    - participation des communistes au gouvernement du premier ministre catholique Tadeusz Mazowiecki ;
    - Investiture du gouvernement avec l’apport des 150 voix des parlementaires communistes ;
    - Paroles élogieuses prononcées par le général Kiszczak, membre du bureau politique du PC polonais, qui déclare : « Cette évolution était prévisible, mais je pensais qu’elle prendrait plusieurs années... Tadeusz est une personnalité remarquable, sage, forte, nous le soutiendrons. »

  - Tadeusz Mazowiecki, de son côté, déclare : « Nous comprenons l’importance du Pacte de Varsovie, et nous le respecterons. »
- Sénégal : le président sénégalais Abdou Diouf décide de rompre les relations diplomatiques avec la Mauritanie.
- Tchécoslovaquie : grande manifestation à Prague pour marquer le 21e anniversaire de l’intervention des forces du pacte de Varsovie. Les forces de police dispersent la manifestation et procèdent à l’arrestation de quelque 400 personnes.

### Mardi22 août 1989
- Allemagne : 
  - Plus de deux cents ressortisants est-allemands franchissent la frontière avec l’Allemagne de l’Ouest, à Klingenbach dans le Burgenland.
  - Le chancelier ouest-allemand, Helmut Kohl, écarte du pouvoir, Heiner Geissler, secrétaire général de la CDU, qui incarnait un glissement à gauche du parti, pour le remplacer par Volker Rühe.
  - L'Allemagne de l'Ouest ferme son ambassade à Prague (Tchécoslovaquie).
- France : les trois derniers membres du FLNC détenus dans les prisons françaises sont libérés. Il s’agit de Pantaléon Alessandri, Pierre Albertini et Bernard Pantalacci.
- États-Unis : Huey Newton, un des fondateurs des Black Panthers qui est mouvement noir d’auto-défense, est assassiné à Oakland par un trafiquant de drogue.
- Mort de Diana Vreeland.

### Mercredi23 août 1989
- France : dans le cadre du « malaise de la gendarmerie », tenue d’une table ronde entre le gouvernement et 87 représentants des gendarmes (tirés au sort sur 4 000 volontaires) avec à la clé : promesses de crédits supplémentaires, revalorisation de certaines primes, création de 4 000 nouveaux emplois, remplacement d’un nouveau directeur général de la gendarmerie, Charles Barbeau, en remplacement de Régis Mourier.
- Pays baltes : à l’occasion du 50e anniversaire du Pacte germano-soviétique, plus d’un million de personnes manifestent dans les trois pays Baltes (Estonie, Lettonie, Lituanie).
- Russie (ex-Union soviétique) :  manifestations organisées par l’association Paix et Liberté, à l’occasion de l’anniversaire du Pacte germano-soviétique. À Moscou, 2 000 personnes manifestent sur la place Puskin. 75 personnes sont arrêtées par la police et battues.

### Jeudi24 août 1989
- Colombie : les narco-trafiquants du cartel de Medellín déclarent une « guerre totale » contre le gouvernement, s’il ne répond pas à ses offres de négociations.
- Europe : durant deux jours, le Conseil économique et financier franco-allemand se réunit en Bavière sur les bords du lac Tegernsee.
- Liban : 
  - Le porte-avions américains Iowa et sa flottille rejoignent le groupe du porte-avions français Foch.
  - Une flotte russe est attendue, mais le président soviétique Mikhaïl Gorbatchev dépêche son vice-ministre des Affaires étrangères Guennadi Tarassov auprès du ministre syrien des Affaires étrangères Farouk el-Chareh pour lui transmettre un « ultimatum de paix ». Un autre émissaire soviétique Youri Karlov est envoyé auprès du pape Jean-Paul II à Castel Gandolfo.
- Pologne : la diète polonaise investi officiellement Tadeusz Mazowiecki comme nouveau premier ministre par 378 voix sur 423 votants, 41 abstentions et 4 voix contre.
- Syrie : Guennadi Tarassov, vice-ministre soviétique des Affaires étrangères, arrive à Damas, porteur des volontés Mikhaïl Gorbatchev, un « ultimatum de paix » qu’il remet à Farouk el-Chareh, ministre syrien des Affaires étrangères, alors que le rêve de Hafez el-Assad d’une Grande Syrie par intégration du Liban est historiquement à sa portée.

### Vendredi25 août 1989
- République démocratique allemande : à l’occasion du 77e anniversaire du chef de l’État, Erich Honecker, les Allemands de l’Est sont invités par le PC est-allemand à se réjouir, alors que des militaires britanniques sont en train de mettre en place une nouvelle voie pour faciliter l’évasion des fugitifs, du côté des berges de la Spree derrière le Reichstag.
- Espace : la sonde spatiale américaine Voyager 2, lancée en 1977, frôle la planète Neptune à moins de 5 000 kilomètres de distance.
- France : mort du comédien Jacques Castelot à l’âge de 75 ans.
- Japon : le secrétaire général du gouvernement, Tokuo Yamashita, compromis dans un scandale sexuel annonce sa démission. Il est remplacé par Mme Mayumi Moriyama qui était ministre de l’Environnement.

### Samedi26 août 1989
- Afghanistan : la résistance lance une offensive dans la région de Khost à la frontière du Pakistan.
- France : 
  - à l’occasion du bicentenaire de la Déclaration des droits de l'homme et du citoyen : Inauguration de l'Arche de la Fraternité au sommet de l’Arche de la Défense par le président François Mitterrand. Le funambule Philippe Petit, sur un câble tendu, relie le palais de Chaillot à la tour Eiffel (700 mètres), avec un fac-similé de la déclaration qu’il remet à Jacques Chirac.
  - Le président du Front national, Jean-Marie Le Pen, dans son discours de rentrée à la Trinité-sur-Mer, critique « la religion des droits de l’homme » qui ne reconnaît « ni les droits de la famille ni ceux de la nation qui sont pourtant la condition de notre survie ».
  - Polynésie : le Premier ministre, Michel Rocard, de passage à Moruroa, déclare que la réduction des essais nucléaires pourra être « modulée » en fonction du contexte international.
- Pays baltes : à la suite des importantes manifestations, le PC soviétique adresse une mise en garde solennelle.
- Pologne : 
  - Le nouveau premier ministre Tadeusz Mazowiecki reçoit le chef du KGB soviétique, Vladimir Krioutchkov, alors que le POUP (PC Polonais) appelle à la loyauté envers le nouveau premier ministre.
  - Lors de la célébration de la fête de la Vierge, à Częstochowa, et en présence du premier ministre Tadeusz Mazowiecki, le cardinal Glemp dénonce « l’air hautain des juifs et des médias internationaux aux mains des juifs », alors que le même jour, est publiée une lettre apostolique du pape Jean-Paul II condamnant l’antisémitisme.

### Dimanche27 août 1989
- Liban : le gouvernement français envoie le secrétaire général du ministère des Affaires étrangères, François Scheer, en mission à Damas, Beyrouth, Alger, Rabat et Riyad, alors que Roland Dumas déclare : « La France demande à tous de se prononcer résolument contre une solution militaire ».
- Moldavie (ex-Union soviétique) : plusieurs centaines de milliers de personnes défilent dans la capitale Kichinev, à l’appel de mouvements nationalistes.
- Formule 1 : Grand Prix automobile de Belgique.

### Lundi28 août 1989
- Afrique du Sud : le président Frederik de Klerk est en déplacement en Zambie, où il s’entretient avec de hauts responsables africains, comme Jonas Savimbi, chef de l’UNITA angolaise, le président de la Zambie, Kenneth Kaunda, dont le pays abrite l’état-major et plusieurs camps de l’ANC (Congrès national africain). Il y rencontre en secret les représentants de l’ANC, mais aussi des diplomates soviétiques qui lui disent, en substance : « Le règlement de vos affaires intérieures ne nous concerne pas… on peut s’entendre ».
- Cambodge : session ministérielle terminant la conférence internationale, qui se soldera, le 30 août par un nouveau constat d’échec.
- États-Unis : premier lancement d’un satellite par une société privée.
- Pays baltes : à la suite des menaces du PC Soviétique, les dirigeants des trois pays Baltes affirment que leur revendication de souveraineté ne constitue pas une remise en cause de leur appartenance à l’Union soviétique.
- Union soviétique : le gouvernement soviétique décide d’envoyer des troupes en Azerbaïdjan et en Arménie.

### Mardi29 août 1989
- Colombie : le gouvernement oppose une fin de non recevoir aux offres de négociations du cartel de Medellín qui ont été faites sous la menace d’une « guerre totale ».
- France : 
  - Dans le cade du « malaise de la gendarmerie », le ministre de la Défense, Jean-Pierre Chevènement estime que derrière la crise, se profile « une campagne orchestrée par une partie de la droite et de l’extrême-droite ».
  - Décret ministériel limitant la hausse des loyers en région parisienne.
- Iran : le parlement iranien vote l’investiture du gouvernement présenté par le nouveau président de la République Hachemi Rafsandjani.
- Japon : les banques Mitsui et Taiyo Kobe fusionnent pour donner naissance au deuxième groupe bancaire mondial derrière le japonais Dai Ichi Kangyo

### Mercredi30 août 1989
- Colombie : le maire de Medellín décrète le couvre-feu.
- États-Unis : visite officielle du nouveau premier ministre Toshiki Kaifu.
- France : la Fédération autonome des syndicats de police (FASP) menace de déclencher une « action illimitée » à compter du 15 septembre si elle n’obtient pas une « augmentation de 600 francs français pour tous ».

### Jeudi31 août 1989
- France : le président de la Compagnie industrielle, Jean-Marc Vernes renonce à riposter à l'OPA du groupe Suez contre son groupe.
- Tchad - Libye : à Alger, signature d’un accord cadre en vue du règlement pacifique du contentieux territorial sur la bande d'Aozou.
- Moldavie (ex-Union soviétique) : le Soviet suprême de la RSS de Moldavie décrète le Moldave comme langue officielle, appliquée dans la vie politique, économique, sociale et culturelle, et fonctionnant sur la base de l'alphabet latin. La langue russe devient la langue des relations interethniques.

## Naissances
- 1er août : Tiffany, chanteuse et danseuse américaine d'origine coréenne.
- 2 août : 
  - Priscilla Betti, chanteuse française.
  - Julia Longorkaye, athlète handisport kényane.
  - Matteo Trentin, coureur cycliste italien.
- 3 août :
  - Jules Bianchi, pilote automobile français († 17 juillet 2015).
  - Matteo Bruscagin, footballeur italien.
- 6 août : Aymen Abdennour, footballeur tunisien.
- 8 août :
  - Scotty Hopson, basketteur américain.
  - Aziz Khalouta, footballeur néerlando-marocain.
- 10 août : Brenton Thwaites, acteur australien.
- 11 août : Úrsula Corberó, actrice espagnole.
- 13 août : Olympe, chanteur français
- 14 août : Ander Herrera, footballeur espagnol
- 15 août : 
  - Joe Jonas, chanteur, percussionniste, guitariste, claviériste, américain.
  - Carlos Pena, Jr., acteur, chanteur et danseur américain.
- 16 août : Moussa Sissoko, footballeur international français
- 19 août : Romeo Pery Miller dit Lil' Romeo, rappeur américain.
- 20 août : Judd Trump, joueur de snooker anglais.
- 21 août : 
  - Anita Devi « Annet » Mahendru, actrice afghane-américaine.
  - Hayden Panettiere, actrice et compositrice américaine.
- 26 août : Juan Branco, avocat et militant politique franco-espagnol.
- 30 aout : Bebe Rexha, chanteuse, Auteur-compositrice-interprète américaine d'origine albanaise

## Décès
- 6 août : Hubert Beuve-Méry, journaliste français, fondateur du quotidien « Le Monde ».
- 16 août : Amanda Blake, actrice américaine (° 20 février 1929).
- 22 août :
  - George Flahiff, cardinal canadien, archevêque de Winnipeg (Canada) (° 26 octobre 1905).
  - Robert Grondelaers, coureur cycliste belge (° 28 février 1933).